# Chevalement du puits Sainte-Marie
Vous lisez un « bon article » labellisé en 2013.  Il fait partie d'un « thème de qualité ».
Le chevalement du puits Sainte-Marie est un chevalement en béton armé construit en 1924 par l'ingénieur liégeois Charles Tournay sur le puits Sainte-Marie dans la commune de Ronchamp dans la Haute-Saône, dans l'est de la France. Après la fermeture du puits, il est conservé par le département après avoir échappé à la démolition. Le chevalement est restauré en 1979 avant d'être inscrit comme monument historique et d'obtenir le label « Patrimoine du XXe siècle » le 29 mars 2001. Il est le seul chevalement conservé dans le bassin minier et l'un des derniers témoins architecturaux de l'activité minière locale.

## Histoire
Pour un article plus général, voir Puits Sainte-Marie.

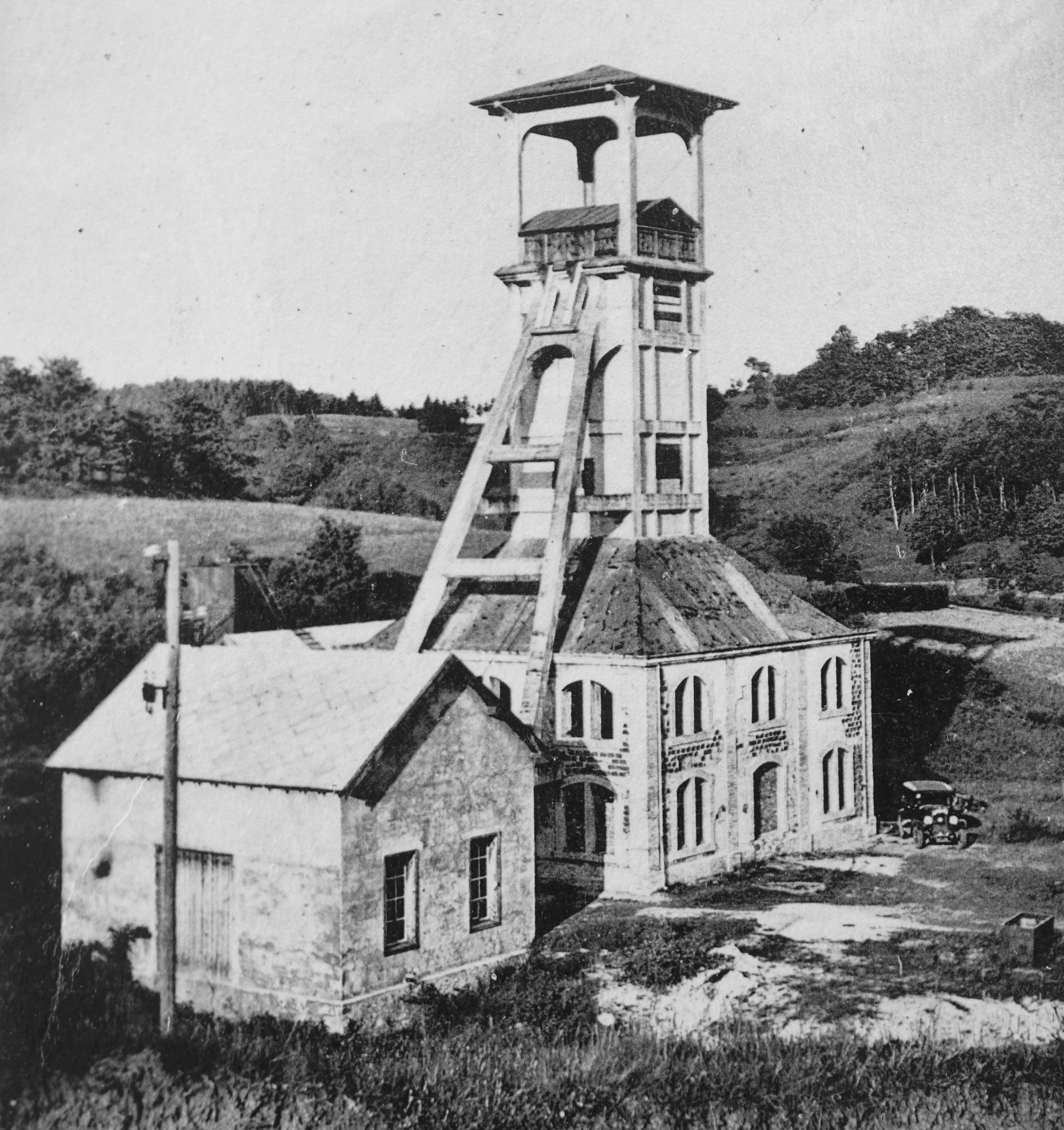
Le chevalement, peu après sa construction.

Le puits Sainte-Marie est creusé de 1864 à 1866 à l'ouest du bassin minier au pied de la colline de Bourlémont au sommet de laquelle se trouve la chapelle Notre-Dame-du-Haut. Il rencontre les limites occidentales du gisement houiller. Après des recherches infructueuses, il sert de puits d'aérage général jusqu'en 1896, date à laquelle, les trois derniers puits du centre bassin (Saint-Charles, Notre-Dame et Saint-Joseph) ferment. Le site est alors laissé à l’abandon et tombe en ruine.
En 1924, les houillères de Ronchamp sont en difficulté et décident de reprendre l'exploitation au puits Sainte-Marie. La fosse est alors équipée comme site d'extraction, une machine d'extraction électrique est installée, et un chevalement en béton armé (à cause de la pénurie de fer) est construit au-dessus du puits. Mais le puits du Chanois est préféré pour exploiter la houille, car celui-ci est installé près des installations de triage et de lavage et le chevalement ne sert presque pas,.
Lors de la nationalisation des houillères françaises en 1946 sous l'impulsion du Gouvernement provisoire mené initialement par Charles de Gaulle, le bassin minier de Ronchamp est confié à Électricité de France (EDF), parce qu'il est trop éloigné des autres grands bassins miniers et qu'il comporte une importante centrale thermique. En 1950, les molettes et la machine d'extraction sont retirées pour être remontées sur le chevalement métallique du puits de l'Étançon.

## Conservation
Dès la fermeture du puits Sainte-Marie et de l'ensemble des mines encore ouvertes et exploitées en 1958, la démolition du chevalement en béton est envisagée comme pour les autres installations industrielles qui doivent être reconverties. Il est finalement le seul chevalement conservé dans tout le bassin minier, grâce aux protestations de la population et à la volonté de l'ancien docteur des mines, Marcel Maulini (créateur du musée qui porte son nom), qui voit en ce chevalement une relique, un symbole à conserver,. Ce dernier, membre du conseil municipal depuis 1953, prévoyait dès les années 1960 de transformer le chevalement en musée de la mine, mais le projet ne voit pas le jour et il achète un terrain pour construire un musée avec ses propres moyens,. En 1972, le chevalement, alors propriété d'Électricité de France, est cédé au conseil général de la Haute-Saône pour un franc symbolique sous l'impulsion du comité pour le rachat et l'aménagement du puits Sainte-Marie,.
En 1979, le chevalement est rénové par l'entreprise Meuziau. En 1994, le site est décoré avec une locomotive et des berlines de mine. La structure complète est finalement inscrite aux monuments historiques le 29 mars 2001 avec le label « Patrimoine du XXe siècle »,.

## Architecture
Le chevalement est de type avant carré porteur avec quatre piliers verticaux supportant le plancher des molettes surmonté d'un toit à quatre pans, deux jambes de force, s’appuyant sur le plancher des molettes, sont dirigées vers la machine d'extraction. Le bâtiment de recette est composé de poutres de béton hourdées de briques et surmontées d'un toit à quatre pans. L’architecte est Charles Tournay, un ingénieur Liégeois spécialisé dans la construction de structures en béton armé, qui a conçu plusieurs chevalements dont celui du puits de Sauwartan avec lequel on note une similitude pour la partie supérieure et les bigues. L'axe des molettes est à 18,50 mètres de hauteur, elles ont un diamètre de 3,30 mètres. Plusieurs jeunes architectes ont réalisé des plans du chevalement pour leur projet d'études.
La forme générale du chevalement, ainsi que l'association du béton et de la brique rouge sont la marque d'une recherche architecturale destinée à estomper le caractère utilitaire de cette architecture industrielle.

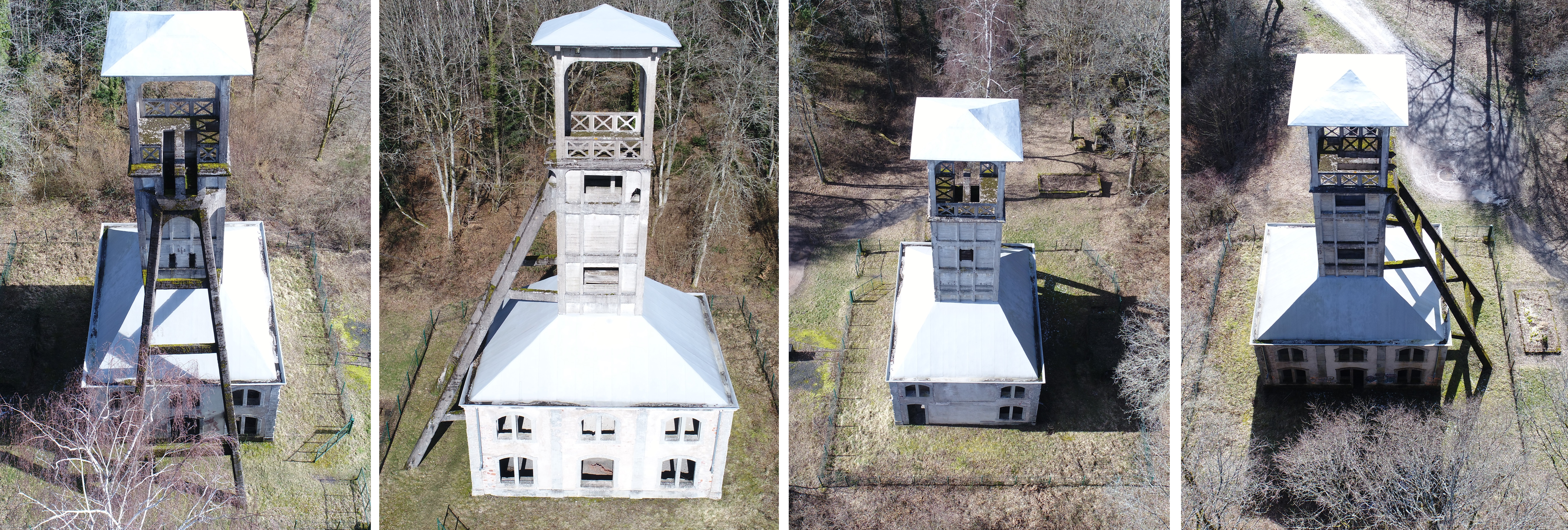
Vues aériennes.
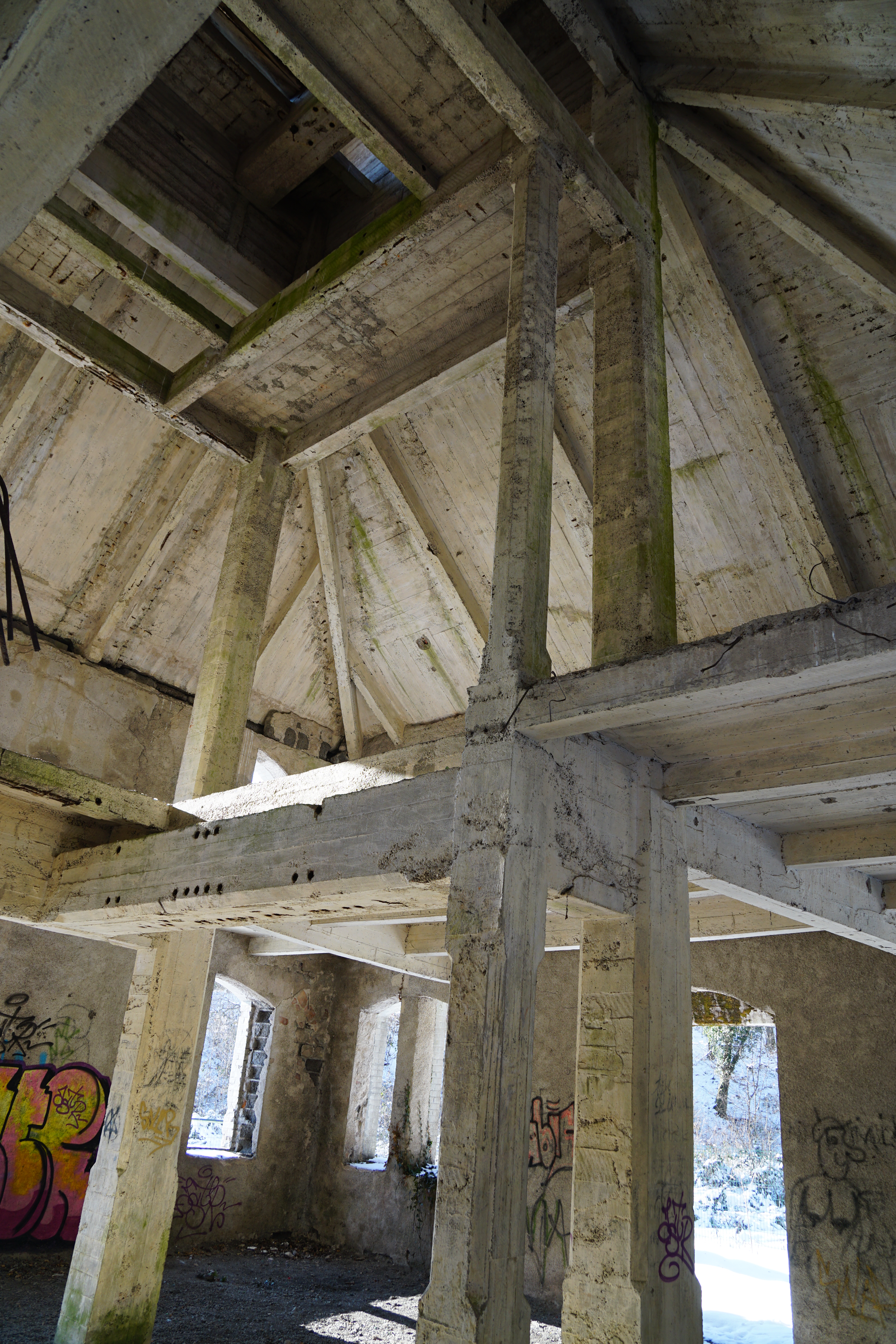
Structure interne.
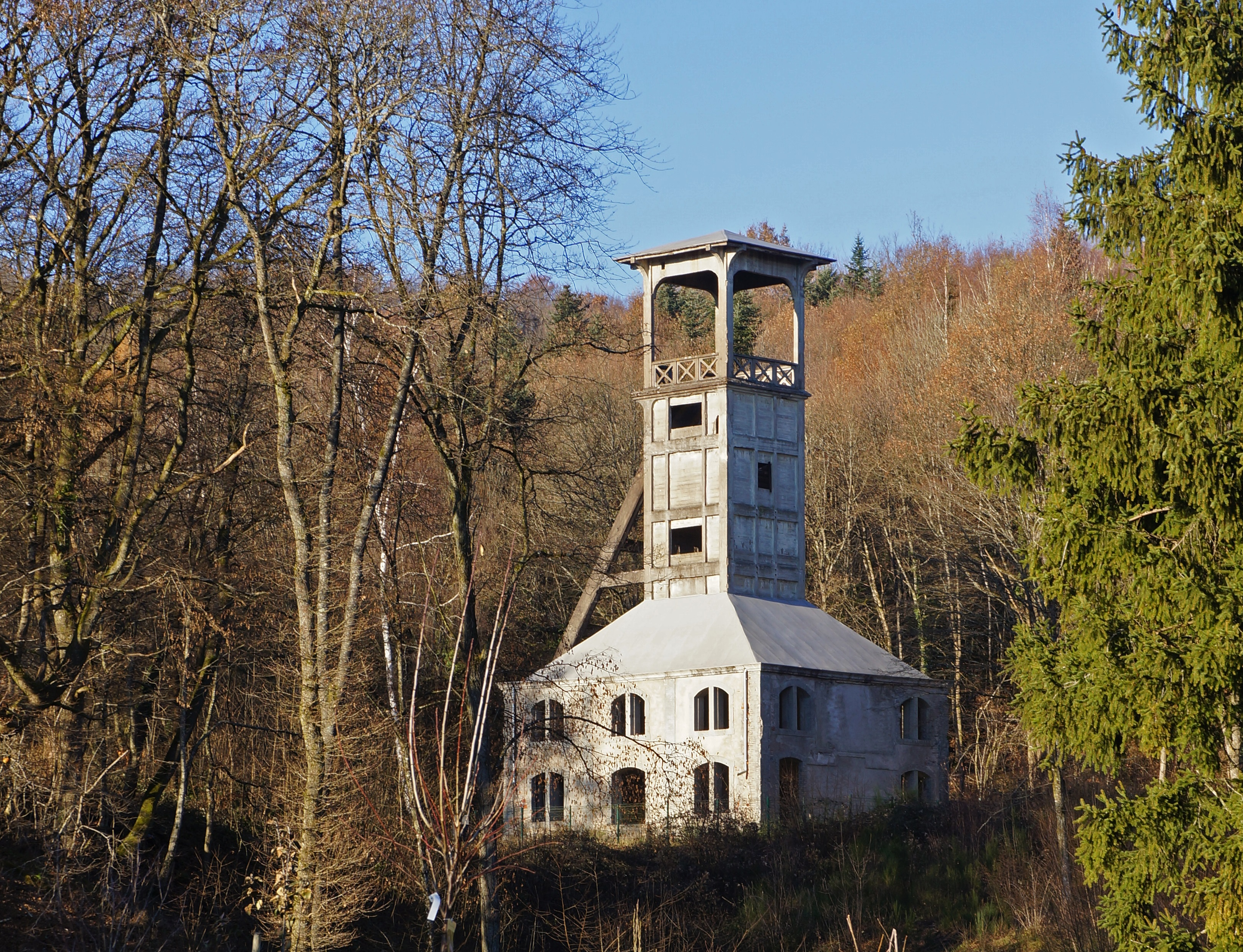
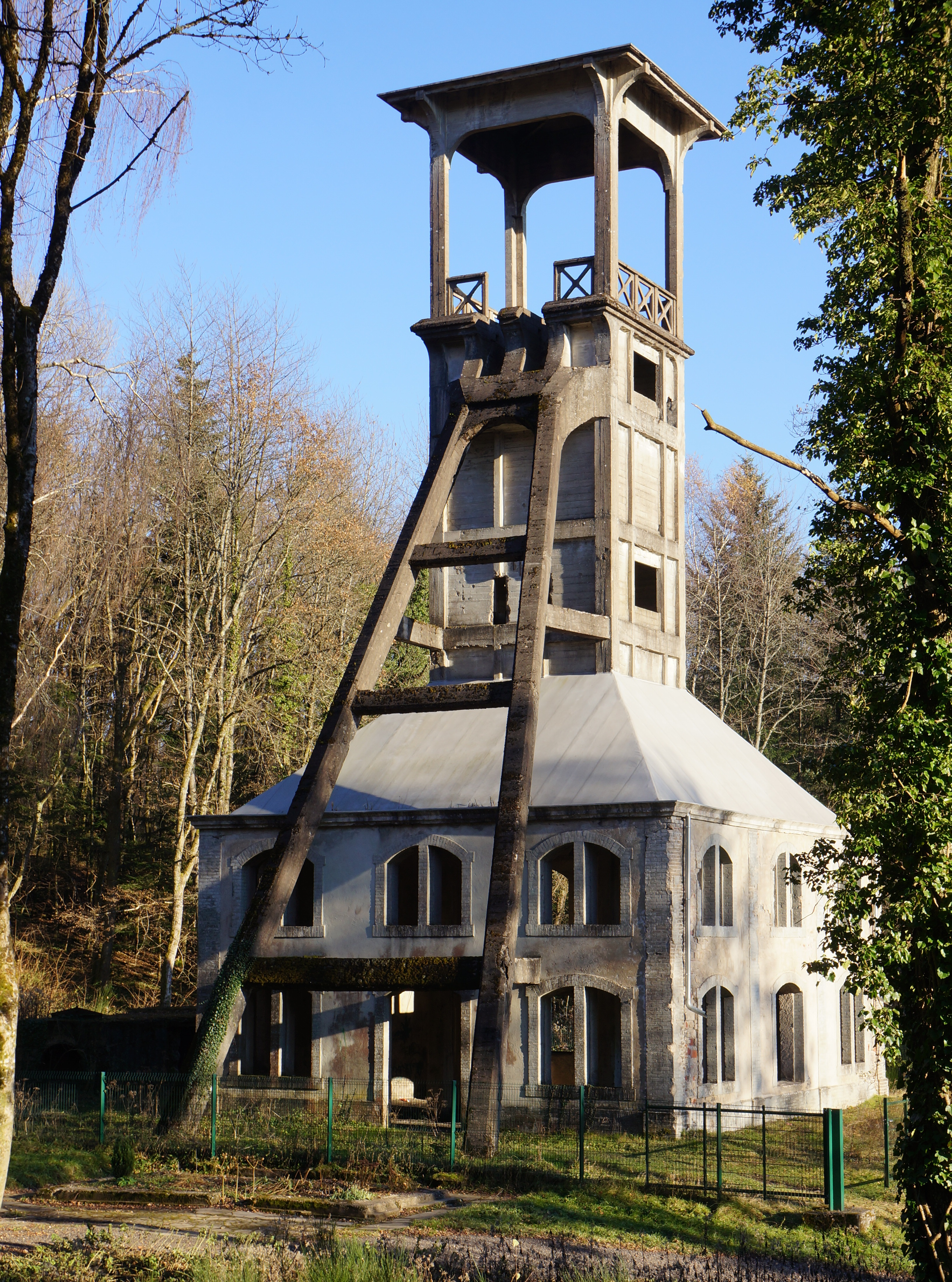